# Namika

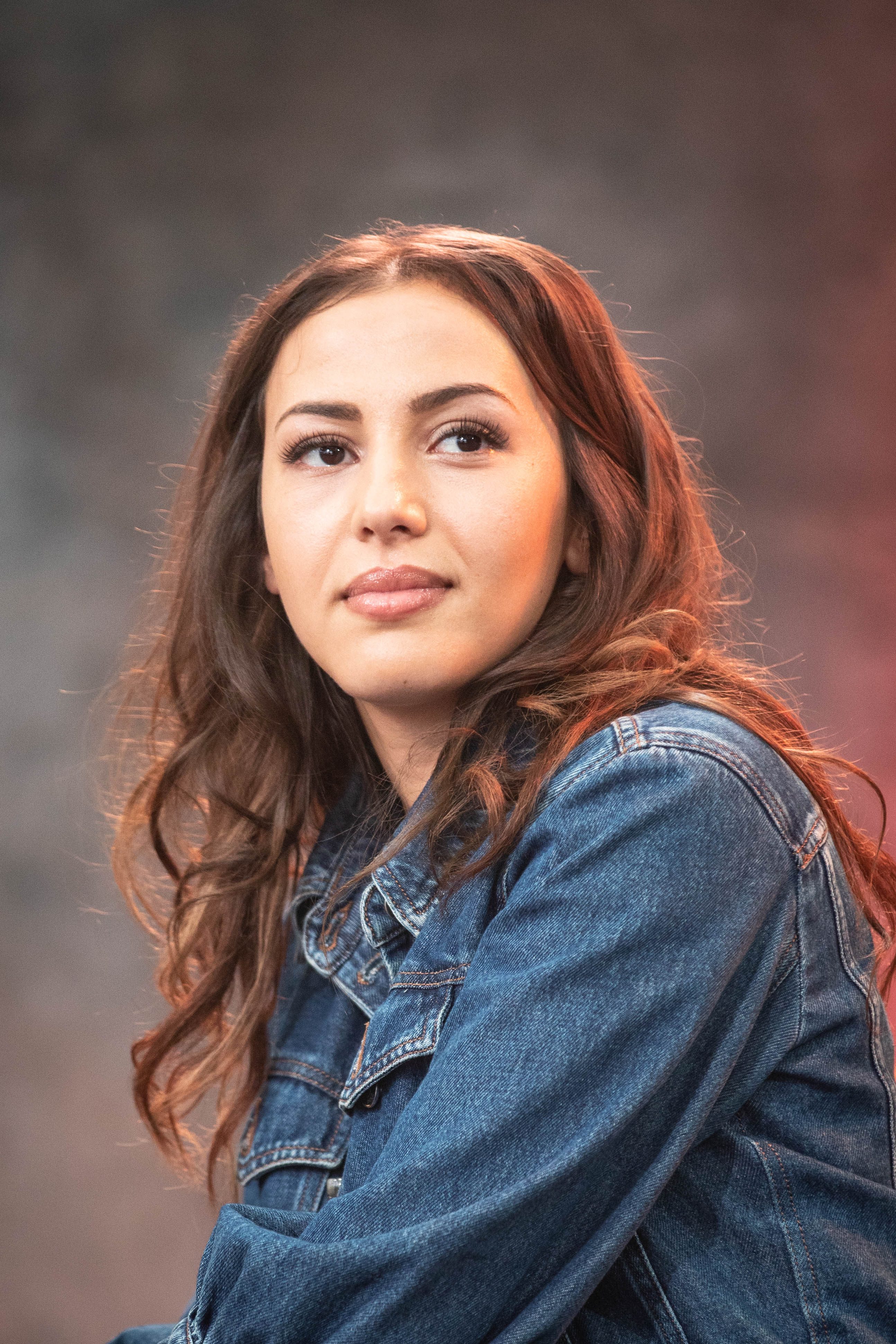
Namika beim SWR3 New Pop Festival 2018

Namika (* 23. August 1991 in Frankfurt am Main; bürgerlich Hanan Hamdi, arabisch حنان حمدي), auch bekannt unter dem Künstlernamen Hän Violett, ist eine deutsch-marokkanische Sängerin und Rapperin, deren Musik sich textlich und musikalisch an der deutschen Hip-Hop-Szene orientiert. Durch ihren Nummer-1-Hit Lieblingsmensch wurde sie im Jahr 2015 einem breiteren Publikum bekannt. Ihr Künstlername „Namika“ entstammt der Berbersprache Tamazight und bedeutet „Schreiberin“ oder „Die Schreibende“.

## Biografie
Namika wuchs in der Siedlung Goldstein im Frankfurter Stadtteil Schwanheim auf. Ihre Großeltern mütterlicherseits stammen aus der marokkanischen Küstenstadt Nador und kamen Anfang der 1970er Jahre nach Deutschland. In ihrer Jugend wuchs sie bei ihrer alleinerziehenden Mutter auf, spielte Handball und machte Abitur. Über ihren Vater, den sie nie kennenlernte, schrieb sie das Lied Ahmed (1960–2002).
Am 21. Juli 2015 stellte sie ihr Debütalbum Nador vor. Darauf ist auch die erste Single Lieblingsmensch enthalten. Das Album stieg Ende Juli 2015 auf Platz 13 der deutschen Albumcharts ein. Die Single Lieblingsmensch stieg auf Platz 27 der deutschen Singlecharts ein und konnte sich durch starkes Airplay bis in Woche acht auf Rang eins verbessern. Die zweite Single Hellwach erschien am 28. August 2015 und erreichte Platz 62 in den Charts.
Namika nahm am 29. August 2015 am Bundesvision Song Contest 2015 teil. Sie trat für das Land Hessen mit einer speziell für den Contest bearbeiteten Version ihres Songs Hellwach an und erreichte damit den siebten Platz. Die überarbeitete Version von Hellwach ist auf der Hellwach EP enthalten, die zudem noch vier weitere neue Songs enthält. Produziert wurde der Track vom deutschen Produzententeam Beatgees, das bereits Musik für Lena, Curse und Ann Sophie produziert hatte.

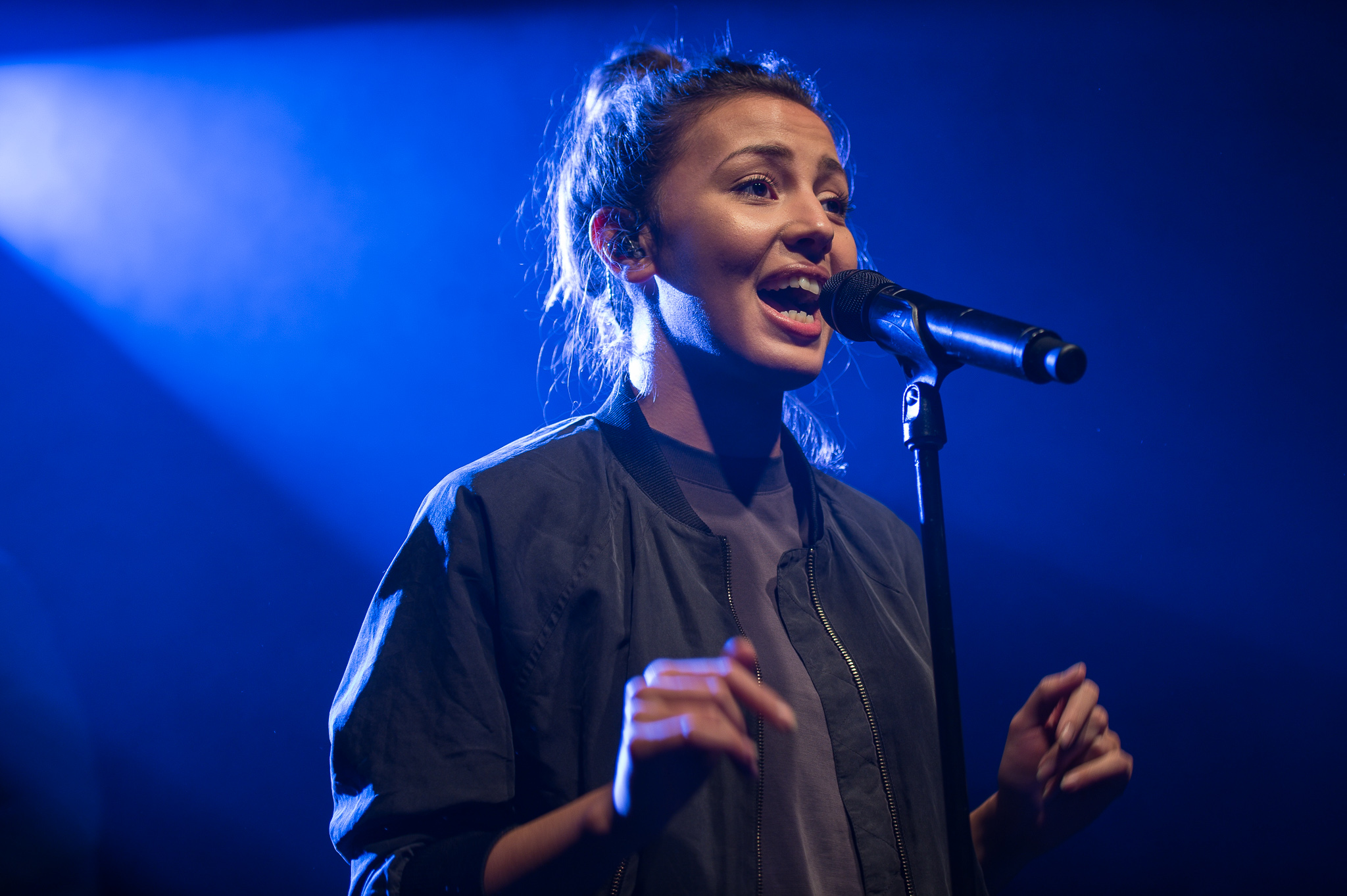
Namika bei einem Auftritt (2016)

Am 9. Oktober 2015 trat Namika mit drei Liedern beim Musik-Wettbewerb New Music Award an. Der Contest gilt als einer der größten nationalen Wettbewerbe für junge Musiker. Organisiert wird die Veranstaltung durch die neun jungen Radioprogramme der ARD, darunter der Sender You FM vom Hessischen Rundfunk, für den Namika antrat.
Am 5. Februar 2016 erschien mit Kompliziert die dritte Single aus ihrem Album Nador. Der Song hielt sich neun Wochen in den deutschen Charts und erreichte Platz 60. Am 18. März 2016 kürte der Fernsehkanal KiKA die 14-jährige Leontina in der Sendung Dein Song 2016 zur Songwriterin des Jahres. Namika wirkte in der Sendung als ihre Musikpatin mit und sang in dem Gewinner-Song Wie Sand an Leontinas Seite.
Namika war Teil der deutschen Jury beim Eurovision Song Contest 2016 und damit mitverantwortlich für 50 Prozent der deutschen Punkte, die im 2. Halbfinale sowie im Finale vergeben wurden.
Am 29. März 2018 kündigte Namika ihr zweites Studioalbum Que Walou an. An diesem Tag erschienen zwei Singles, darunter der Haupttitel des Albums Que Walou und Ahmed (1960–2002). Am 13. April 2018 erschien die dritte Single Je ne parle pas français. Zu den Singles wurden zwei Remixes von Beatgees produziert, darunter eine mit dem französischen Rapper Black M. Der Single-Remix erreichte Platz 1 der deutschen Charts. Am 18. Mai erschien die vierte Single Ich will dich vermissen, am 31. Mai erschien die fünfte Single Zirkus. Am 1. Juni 2018 wurde das Album Que Walou vorgestellt.
Namika ist als Gastmusikerin auf dem 2019 erschienenen Album MTV Unplugged von Max Raabe beim Lied Küssen kann man nicht alleine zu hören.
Am 6. Mai 2022 erschien die Single Globus als erste Auskopplung aus dem Album Wie geht’s dir?, das für den Januar 2023 angekündigt war. Das Musikvideo zu Globus wurde in Kapstadt gedreht. In der Sendung DAS! im NDR erzählte Namika im Mai 2022, dass sie 2019 an einer Autoimmunerkrankung erkrankt ist. Am 24. Juni 2022 erschien die Single Touche, ein Featurepart mit dem Rapper Pajel und das zugehörige Musikvideo. Am 29. Juni 2022 war Namika bei Hyped Radio von Apple Music zu Gast.
Im Februar 2023 erschien die gemeinsame Single Liebe ist ... mit der französischen Sängerin Zaz. Namika trat am 6. Mai 2023 beim Music Discovery Project mit dem HR-Sinfonieorchester in der Jahrhunderthalle in Frankfurt auf.

## Diskografie
Studioalben

| Jahr | Titel Musiklabel              | Höchstplatzierung, Gesamtwochen, AuszeichnungChartplatzierungen (Jahr, Titel, Musiklabel, Platzierungen, Wochen, Auszeichnungen, Anmerkungen) | Höchstplatzierung, Gesamtwochen, AuszeichnungChartplatzierungen (Jahr, Titel, Musiklabel, Platzierungen, Wochen, Auszeichnungen, Anmerkungen) | Höchstplatzierung, Gesamtwochen, AuszeichnungChartplatzierungen (Jahr, Titel, Musiklabel, Platzierungen, Wochen, Auszeichnungen, Anmerkungen) | Anmerkungen                                            |
| Jahr | Titel Musiklabel              | DE | AT | CH | Anmerkungen                                            |
| ---- | ----------------------------- | --- | --- | --- | ------------------------------------------------------ |
| 2015 | Nador Jive Records (Sony)     | DE13 Gold · (34 Wo.)DE | AT58 (4 Wo.)AT | CH36 (15 Wo.)CH | Erstveröffentlichung: 18. Mai 2015 Verkäufe: + 100.000 |
| 2018 | Que Walou Jive Records (Sony) | DE12 (31 Wo.)DE | AT46 (1 Wo.)AT | CH29 (9 Wo.)CH | Erstveröffentlichung: 1. Juni 2018                     |

## Auszeichnungen
Preise

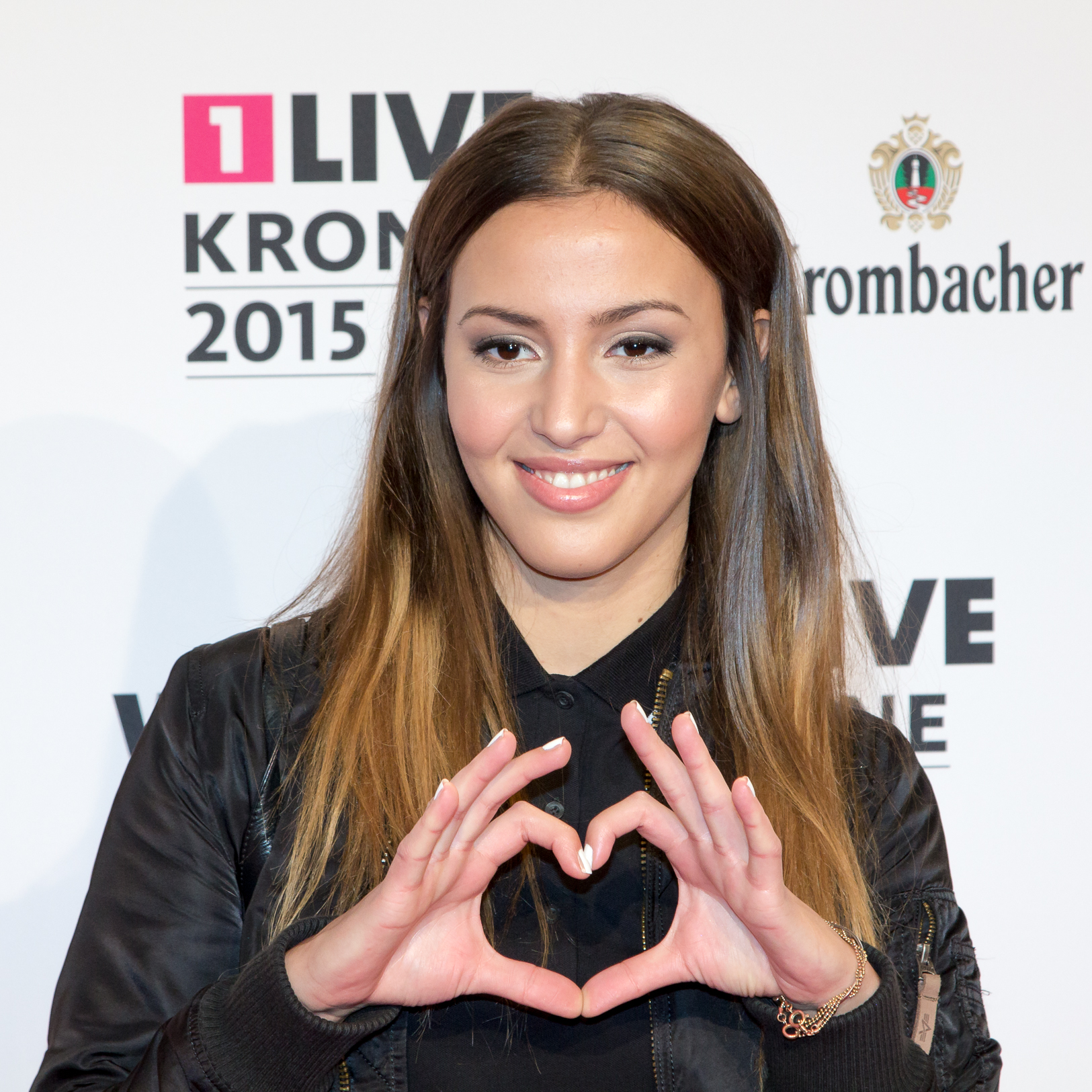
Namika bei der 1 Live Krone 2015

- 2015: Radio Regenbogen Award in der Kategorie Newcomer National[28]
- 2017: European Border Breakers Award in der Kategorie Künstler/Künstlerin Deutschland[29]
- 2019: Radio Regenbogen Award in der Kategorie Künstlerin National[30]

Nominierungen
- 2015: 1 Live Krone in der Kategorie Beste Künstlerin
- 2016: Echo Pop in der Kategorie Newcomer National[31]
- 2016: Echo Pop in der Kategorie Radio-ECHO
- 2016: Echo Pop in der Kategorie Künstlerin Rock/Pop National
- 2016: Melty Future Award in der Kategorie Cool Is Everywhere – National[32]
- 2018: MTV European Music Award[33] in der Kategorie Best German Act
- 2018: 1 Live Krone in den Kategorien Beste Künstlerin und Beste Single (für Je ne parle pas français)